# Abdagas
Abdagas (em persa médio: *Ēwaxš; em parta: Abdaxš em grego clássico: Αβ<δ>αγας; romaniz.: Ab<d>agas) foi um dignitário persa do século III, ativo durante o reinado do xá Sapor I (r. 240–270). É conhecido apenas a partir da inscrição Feitos do Divino Sapor segundo a qual era filho do castelão (dizbed). Aparece numa lista de dignitários da corte e está classificado na quinquagésima posição dentre os 67 dignitários.